# K-mix みんなの19HR!
K-mix みんなの19HR!（ケイミックス　みんなのじゅうきゅうホームルーム）は、2013年4月から2017年3月まで静岡エフエム放送（K-mix）にて放送されていたラジオ番組である。

## 概要
同局での19時代の生番組は「学-SHOCK」以来2年ぶりとなる。
学生世代のリスナーをターゲットとしているが、実質的には中学・高校の生徒が対象となっている。番組ジングルは→Pia-no-jaC←が制作したもので、番組内のBGMも→Pia-no-jaC←の楽曲が使われることが多い。

K-mix本社1階のオープンスタジオ「view-st.」（ビュースタ）より公開生放送されている。まれにスタジオ観覧に訪れたリスナーが飛び込み出演することがある。

## 出演者
パーソナリティ
- 加藤ジュン
- 高橋茉奈（2015年-）K-MIXアナウンサー

過去の出演者
- FUZZY CONTROL（「みんなの軽音楽部」コーナー出演）
- オレンジポート （「転校生はアイドル♪」コーナー出演）

## タイムテーブル
2016年4月現在。時間は前後する。
- 19:00 オープニング
- 19:10 日替わりコーナー
（月）みんなの目安箱　加藤が放送前に行った街頭インタビューの様子を紹介する。
（火）みんなでりりっくをふかよみ　J-POPの歌詞を深読みする。コーナータイトルはぼくのりりっくのぼうよみをもじっている。
（水）みんなで恋バナしよっ☆　恋に関するテーマでメッセージを募集する。
（木）静岡の未来☆みんなの部活　県内の学生が自分たちの部活動を紹介する。
- 19:30 ゲストトーク（不定期）
ゲストが出演しない場合はリクエスト曲がかかることが多い。
- 20:00 みんなの8リクオック
リクエストを投稿したリスナー本人が電話で曲紹介を行う。アーティストが出演し自分の楽曲を紹介することもある。
- 20:10 8時のハナシ
週替わりでアーティストが出演する。
- 20:25 みんなの課外授業
（月）やります！なんでも"解決屋"　リスナーの悩みを紹介し、解決策を考える。
（火）静岡KiraKiraプロジェクト　様々な活動に取り組む学生を紹介する。
（水）激推し！ネクストブレイカー　月替わりでヒット直前のアーティストを取り上げ、アーティストの担当スタッフがその魅力を伝えていく。
（木）サブカル研究部　毎月ひとつのマンガやアニメ作品をピックアップし研究していく。
- 20:40 頑張るみんな、集まれ！　-　リスナーに生電話（逆電）をし、今頑張っていることを報告してもらう。出演したリスナーは番組オリジナルグッズがもらえる。
- 20:50 エンディング